# F1 2009 (jogo eletrônico)
F1 2009 é um jogo eletrônico de corrida baseado na temporada 2009 de Fórmula 1, foi desenvolvido pela Sumo Digital e lançado para Wii e PSP. O jogo tem uma falha que é trazer o KERS presente em todos os carros,quando na verdade apenas 4 equipes utilizaram o dispositivo naquela temporada: Ferrari, McLaren, BMW Sauber e Renault.

## Times e Pilotos
- Vodafone McLaren Mercedes
  -  Lewis Hamilton
  -  Heikki Kovalainen
- Scuderia Ferrari Marlboro
  -  Felipe Massa
  -  Kimi Räikkönen
- BMW Sauber F1 Team
  -  Robert Kubica
  -  Nick Heidfeld
- ING Renault F1 Team
  -  Fernando Alonso
  -  Nelsinho Piquet
- Panasonic Toyota Racing
  -  Jarno Trulli
  -  Timo Glock
- Scuderia Toro Rosso
  -  Sébastien Bourdais
  -  Sébastien Buemi
- Red Bull Racing
  -  Mark Webber
  -  Sebastian Vettel
- AT&T Williams
  -  Nico Rosberg
  -  Kazuki Nakajima
- Force India F1 Team
  -  Adrian Sutil
  -  Giancarlo Fisichella
- Brawn GP F1 Team
  -  Jenson Button
  -  Rubens Barrichello

## Circuitos
- ING Australian Grand Prix - Albert Park (Melbourne)
- Petronas Malaysian Grand Prix - Sepang International Circuit (Kuala Lumpur)
- Petronas Chinese Grand Prix - Shangai International Circuit (Shangai)
- Gulf Air Bahrain Grand Prix - Bahrain International Circuit (Sakhir) (Manama)
- Telefónica Gran Premio de España - Circuit de Catalunya (Barcelona)
- Grand Prix de Monaco - Circuit de Monaco (Monte-Carlo)
- ING Turkish Grand Prix - Istanbul Park (Istanbul)
- Santander British Grand Prix - Silverstone Circuit (Silverstone)
- Großer Preis Santander von Deutschland - Nürburgring (Nürburg)
- ING Magyar Nagydij - Hungaroring (Budapest)
- Telefónica Grand Prix of Europe - Valencia Street Circuit (Valência)
- ING Belgian Grand Prix - Circuit de Spa-Francorchamps (Spa)
- Gran Premio Santander d'Italia - Autodromo Nazionale Monza (Monza)
- SingTel Singapore Grand Prix - Singapore Street Circuit (Singapura)
- Fuji Television Japanese Grand Prix - Suzuka Circuit (Suzuka)
- Grande Prêmio Petrobras do Brasil - Autódromo José Carlos Pace (São Paulo)
- Etihad Airways Abu Dhabi Grand Prix - Yas Marina Circuit (Yas Island)